# Crystal Gayle
Pour les articles homonymes, voir Gayle.
Crystal Gayle est une chanteuse américaine de musique country/pop populaire depuis les années 1970, née le 9 janvier 1951.
Son plus grand succès est la chanson Don't It Make My Brown Eyes Blue qui fut primée par un Grammy Award en 1978. Cette chanson a été reconnue en 1999 par l'ASCAP (American Society of Composers, Authors and Publishers), une des 10 chansons les plus jouées au XXe siècle.

## Biographie
Crystal Gayle est née le 9 janvier 1951 à Paintsville dans le Kentucky, sous le nom de Brenda Gail Webb, mais grandit à Wabash dans l'Indiana. Elle est la sœur cadette de Loretta Lynn et une cousine éloignée de Patty Loveless, deux autres vedettes de la musique country.

## Récompenses
Crystal Gayle a reçu plusieurs récompenses et honneur au cours de sa carrière de chanteuse :
- Music City News : Révélation féminine de l'année (1975)
- Academy of Country Music Awards : Révélation féminine (1975), ainsi que Meilleure chanteuse (1976, 1977 et 1979)
- Country Music Association Awards : Chanteuse de l'année (1977 et 1978)
- Grammy Awards : Meilleure prestation country d'une chanteuse pour Don't It Make My Brown Eyes Blue (1978)
- American Music Awards : Meilleur artiste country féminin (1979, 1980 et 1986)
- American Entertainment Magazine : Best Female Entertainer (2007)
- Hollywood Walk of Fame (2007)
- Kentucky Music Hall Of Fame (2008)